# Maggie Mac Neil
Hannah Margaret McNair Mac Neil (Jiujiang, 26 de fevereiro de 2000) é uma nadadora canadense, campeã olímpica.

## Carreira

### Tóquio 2020
Mac Neil conquistou a medalha de ouro nos Jogos Olímpicos de Verão de 2020 em Tóquio na prova de 100 m borboleta com a marca de 55.59. Além disso, conseguiu a prata no revezamento 4x100 m livre e o bronze no revezamento 4x100 m medley.

### 2022
Em 18 de junho, obteve a prata no 4x100 m livre do Campeonato Mundial de Esportes Aquáticos em Budapeste. Uma semana depois, ganhou o bronze no 4x100 m medley do mesmo evento.
Em 13 de dezembro, ficou em terceiro lugar no 4x100 m livre do Mundial em Piscina Curta em Melbourne, onde sua equipe estabeleceu o novo recorde nacional com o tempo de três minutos, 28 segundos e seis centésimos. No dia seguinte, conquistou duas medalhas na mesma competição: o bronze no 4x50 m medley misto e o ouro no 50 m borboleta, quebrando a marca nacional dessa última prova com 24s64cs. Em 16 de dezembro, obteve o título no 50 m costas, além de baixar seu recorde mundial na categoria para 25 segundos e 25 centésimos. Dois dias depois, ganhou mais duas medalhas em Melbourne: uma de ouro no 100 m borboleta, estabelecendo nova marca mundial da prova, e uma de bronze no 4x100 m medley, no qual seu time quebrou o recorde canadense.